# Líneas germinal y somática
Términos de la Embriología que hacen referencia a la dicotomía entre aquellas células cuyo destino celular es dar linajes encargados de producir células reproductivas y, por tanto, de dar continuidad a la vida entre generaciones (línea germinal) y aquellas otras que configurarán el resto del organismo (línea somática). La diferenciación celular entre ambas es una decisión binaria e irreversible, y el momento durante el desarrollo en que se da difiere en cada organismo: mientras que en insectos y vertebrados es temprana y precisa, en cnidarios, tunicados y en el reino vegetal es tardía y poco definida, procediendo las células germinales de otras anteriormente somáticas.
En el caso de la diferenciación temprana, las células germinales no forman la gónada, teniendo que migrar las Células Germinales Primordiales desde un lugar diferente hasta la misma. La posición de dichas células en el embrión viene ya definida por determinantes citoplasmáticos del oocito en organismos como nematodos, insectos y anfibios mientras que en mamíferos está más determinada por interacciones con las células del entorno.
Dichos determinantes son proteínas, mRNAs y otros componentes que constituyen el llamado Plasma Germinal. No se conocen todavía las funciones de la mayoría de estos elementos, pero se sospecha que podrían estar implicados en inhibir transcripción y la traducción para evitar procesos de diferenciación celular, y por tanto la adquisición de un destino celular de célula somática.

## Nemátodos
El programa de diferenciación de líneas fue descrito Theodor Boveri: tras la primera división celular, en el estado de 2 blastómeros, sólo uno de estos 2 recibe el Plasma Germinal, quedando el otro destinado a conformar un linaje somático al sufrir una disminución cromosómica en la que se pierden fragmentos cromosómicos, y por tanto genes. Esta retención del Plasma en una sola célula y la disminución cromosómica en la otra continúa hasta el estadio de 16 células en el que una única célula queda comprometida a formar la línea germinal, quedando el resto como línea somática al haber perdido información genética.

## C. elegans
El blastómero T4 configura el linaje germinal por incluir los llamados Gránulos P que incluyen inhibidores de la transcripción y otras proteínas de unión a DNA.

## Drosophila melanogaster
Las Células Germinales Primordiales conforman un grupo: las células polares que se sitúan en el polo posterior tras la 9.ª división nuclear a las que además rodea un plasma germinal que contiene un gran número de mitocondrias, filamentos y mRNAs entre los que se encuentran:
- “germ cell less” (gcl), indispensable para la diferenciación germinal
- Oskar, cuyo producto es un factor encargado de la localización específica de otros mRNAs y proteínas.
- Nanos, cuya proteína codificada además de determinar el segmento posterior es imprescindible para las células polares al inhibir mitosis y transcripción.
- Mensajeros que forman otras proteínas de unión a RNA como Vasa.
- mRNAs no traducibles como el Componente del Gránulo Polar.
- RNAs de ribosomas mitocondriales, exportados desde la mitocondria por la proteína Tudor.

## Vertebrados
En anfibios, como modelo de vertebrado, se ha encontrado una Región Vegetal en los huevos, similar en composición y función al polo plasmático de insectos, compuesta por Gránulos Germinales: “islas” aisladas y ancladas al núcleo que se fusionan y migran al polo vegetal tras la fecundación y que se encuentran formadas por proteínas, mRNAs y rRNAs mitocondriales.